# Luís Novo
Luís Novo (Luís Azevedo da Silva Novo; * 29. Mai 1970 in Oliveira do Bairro) ist ein ehemaliger portugiesischer Marathonläufer.
1998 kam er bei den Halbmarathon-Weltmeisterschaften in Uster auf Rang 16. Im selben Jahr qualifizierte er sich mit einem zweiten Platz beim Reims-Marathon für den Marathon der Leichtathletik-Weltmeisterschaften 1999 in Sevilla, bei dem er Vierter wurde.
2000 kam er beim Rotterdam-Marathon auf Platz 13 und bei den Olympischen Spielen in Sydney auf Platz 50.
2001 siegte er beim Vienna City Marathon, musste aber bei den Weltmeisterschaften in Edmonton nach gut 30 Kilometern aufgeben. Im Jahr darauf wurde er Neunter beim Beppu-Ōita-Marathon. Nach einem siebten Platz beim Berlin-Marathon 2004 wurde er für die Weltmeisterschaften 2005 in Helsinki nominiert, bei der er auf dem 24. Platz einlief. 
Nachdem er 2006 nicht über einen 22. Platz beim Hamburg-Marathon und einen 19. Platz beim Berlin-Marathon hinauskam und bei den Leichtathletik-Europameisterschaften in Göteborg nicht das Ziel erreichte, beendete er 2007 seine Karriere.
Luís Novo ist 1,73 Meter groß und wiegt 61 kg. Er absolvierte ein Sportstudium an der Universität Porto. Zuletzt wurde er von João Campos trainiert und startet für den Maia Atlético Clube.

## Persönliche Bestzeiten
- 10.000 m: 28:39,64 min, 30. August 1997, Catania
- Halbmarathon: 1:01:50 h, 27. September 1998, Uster
- Marathon: 2:09:41 h, 26. September 2004, Berlin